# 住民登錄證
住民登錄證（韩语：／ jumin deungnok jeung）是一種由大韩民国頒發的身份证，公民會在年滿17歲時領取。 
卡片內容包含獨一無二的住戶登錄編號（韩语：／ jumin deungnok beonho）即為身份证号码。前六位數字表示公民的出生日期，格式為“YYMMDD”，例如出生於1980年8月15日的人的前六位數字為“800815”。最後七個數字包括出生登記地點等資料。
韓國公民和持有韓國永居的外國人皆使用相同形式的居民登記號碼來進行編號。

## 歷史

### 早期
在朝鲜半岛推行的第一項有關於戶籍登記的法律為出現於高麗及朝鮮王朝時期的號牌制度（韩语：／），該法條目的在於能使政府更加便利的控制及管理百姓的身分地位及住址等，並催生出了類似於現代的身分證一般的工具，稱為號牌（韩语：／），上面刻有所有人的姓名、本貫、戶籍、職業及樣貌特徵等，以維持階級制度及管理人民，而政府會發給號牌予滿16歲以上之成年男性。
而之後繼承了朝鮮王朝的大韓帝國則製作了第一張現代化意義上的身分證。而目前韓國所使用的身分證制度是在第二次世界大戰後韓國從日本帝國中獨立後所制定的。

### 戰後初期
第二次世界大战之後，日本投降後朝鮮半島旋即獨立，但由於南北分別被兩大同盟國佔領，便分裂出兩個國家，並在之後發生了韓戰。
然而隨著戰事的發生，南韓開始使用了公民證，為現今韓國身分證的前身，用以區分出合法居民及敵方間諜。因此，第一張居民身份證於1950年發行。
在卡片上，寫有詳細的個人資訊，如地址、職業、體重、血型等，以適應戰時的特殊情況。

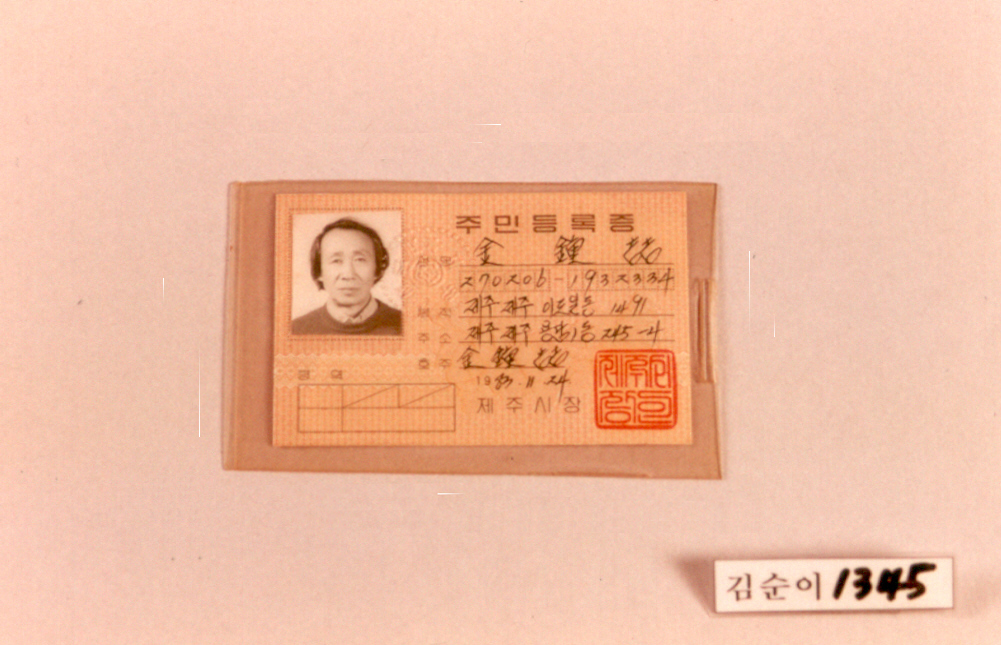
1968年至2000年間所使用的住民登錄卡

### 第一張身分證
韓國的身分證字號起源於1962年的社會保障立法。但是在當時，由於公民和居民是可以雙重註冊的，因此沒有被正式執行。然後在 1968年，在「青瓦台事件」之後，當北韓特種部隊襲擊青瓦台時，便開始修改了《社會保障法》，之後便全國性的發給住民登錄證以掌握敵我身分。